# Dyson (компанія)
Dyson Limited, більш відома як Dyson — сінгапурська багатонаціональна технологічна компанія, заснована Джеймсом Дайсоном у 1991 році в Мальмсбері, Англія. Компанія розробляє та виробляє побутову техніку, таку як пилососи, повітряочисники, сушарки для рук, безлопатеві вентилятори, обігрівачі, фени та світильники. Станом на лютий 2018 року в Dyson працювало понад 12 000 співробітників по всьому світу.
У 2019 році Dyson оголосила про перенесення компанії до Сінгапуру — її штаб-квартира розташувалася на електростанції Сент-Джеймс, навпроти острова Сентоса. З того часу компанія веде свою діяльність за межами Сінгапуру, а її штаб-квартира є центром для дослідницьких та інженерних команд Dyson, а також комерційних, передових виробничих операцій і операцій ланцюга постачання. У 2022 році Dyson оголосила, що інвестує в країну ще 1,5 мільярда сингапурських доларів.
У січні 2019 року було оголошено, що Dyson має намір виробляти власний електромобіль. Однак пізніше того ж року, 10 жовтня 2019 року, було оголошено про припинення програми розробки електромобіля, посилаючись на те, що наразі програма не є «комерційно життєздатною». Разом з тим, прототип електромобіля був представлений у 2020 році, відомий як N526, і зараз він представлений у штаб-квартирі компанії.
22 лютого 2022 Dyson припинив постачання продукції до Росії. Компанія призупинила всі онлайн-продажі, діяльність у соціальних мережах та рекламні активності у цій країні. Також було призупинено щорічну нагороду James Dyson в Росії. Dyson закрив свої роздрібні простори та намагався припинити активність в торгових точках третіх осіб.

## Історія

### Перші роки
У 1974 році Джеймс Дайсон купив пилосос Hoover Junior, який втратив всмоктувальну здатність після періоду використання. Розчарований Дайсон спорожнив одноразовий паперовий пакет, щоб спробувати відновити всмоктування, але це не дало результату. Відкривши мішок для дослідження, він помітив шар пилу всередині, який забивав тонку сітку.
Пізніше Дайсон працював над своєю кульовою тачкою Ballbarrow в компанії, яку він заснував (але яка йому повністю не належала), де використовувалася велика вакуумна система, щоб утримувати епоксидне покриття, яке було нанесено на важелі тачки як порошкове покриття. Дайсон визнав систему неефективною, і виробники обладнання сказали йому, що гігантські циклонні системи кращі. Відцентрові сепаратори є типовим методом збору бруду, пилу та сміття в промислових умовах, але такі методи зазвичай не застосовуються в менших масштабах через високу вартість. Він знав, що лісопильні заводи використовують таке обладнання, і дослідив це, відвідавши місцеву лісопильню вночі та зробивши вимірювання. Потім він побудував 30-футову модель для фабрики з виробництва тачок Ballbarrow. Будуючи це вдома, Дайсон зрозумів, що функція циклону полягає в тому, щоб видаляти пил без засмічення. Замислюючись, чи можна застосувати це в меншому масштабі у домашньому пилососі, він побудував картонну модель із липкою стрічкою, приєднав її до свого пилососа Hoover зі знятим пакетом і виявив, що вона працює задовільно.
Директори компанії Ballbarrow вважали, що якби краще всмоктування у пилососах було можливим, то Hoover чи Electrolux винайшли б його. Дайсон з цим не погодився, і його вигнали зі створеної ним компанії. Джеремі Фрай надав 49 % інвестицій у розробку циклонного пилососа, а решту становила позика. У сараї позаду свого будинку Дайсон розробив 5127 прототипів із 1979 до 1984 роки. Перший прототип пилососа, червоно-синя машина, не приніс Дайсону багато успіху, оскільки він намагався знайти ліцензіата на свій пристрій у Великій Британії та Америці. Компанії-виробники, такі як Hoover, не хотіли ліцензувати виріб, ймовірно, через те, що ринок мішкових пилососів коштував 500 мільйонів доларів США, і тому Дайсон становив загрозу для їхніх прибутків.
Єдиною компанією, яка виявила інтерес до нової циклонної всмоктувальної технології, була Rotork, в якій раніше працював Дайсон. Створений італійським виробником побутової техніки Zanussi та продаваний компанією Kleeneze через каталог для замовлення поштою, Kleeneze Rotork Cyclon був першим публічно проданим пилососом розробки Дайсона. У 1983 році було продано лише близько 500 одиниць.
У квітні 1984 року Дайсон заявив, що надіслав прототипи пристроїв, креслення та конфіденційну інформацію американському виробнику споживчих товарів Amway як частину запропонованої ліцензійної угоди. Угода провалилася, але в січні 1985 року Amway випустила CMS-1000, пристрій, який був дуже схожим на розробку Дайсона. Менш ніж через місяць Дайсон подав до суду на Amway за порушення патентних прав.
У 1985 році японська компанія Apex Ltd. виявила зацікавленість у ліцензуванні розробки Дайсона, і в березні 1986 року перероблена версія Cyclon під назвою G-Force була запущена у виробництво та продавалася в Японії за еквівалент 2000 доларів США. G-Force мав насадку, яка могла перетворити його на стіл, щоб заощадити місце в маленьких японських квартирах. У 1991 році пилосос отримав приз Міжнародного ярмарку дизайну в Японії та став там символом статусу.

### Заснування
Використовуючи дохід від японської ліцензії, Джеймс Дайсон створив компанію Dyson Appliances Limited у 1991 році, хоча вона була зареєстрована як Barleta Limited. Перший подвійний циклонний пилосос, створений під брендом Dyson, DA 001, виготовлявся американською компанією Phillips Plastics на заводі в Рексемі, Уельс, починаючи з січня 1993 року, і продавався приблизно за 200 фунтів стерлінгів. Збірка пилососів відбувалася на невикористовуваній половині фабрики пластмас. Через проблеми з контролем якості та бажання Phillips переглянути умови свого контракту на виготовлення пилососа, Дайсон розірвав угоду в травні 1993 року. Протягом двох місяців він налаштував новий ланцюг постачання і відкрив нову фабрику у Чіппенгемі, Вілтшир, Англія; перший пилосос було зібрано на новому заводі 1 липня 1993 року. Незабаром модель DA 001 була замінена майже ідентичним пилососом DC01.
Dyson ліцензувала технологію в Північній Америці з 1986 по 2001 роки. Виробництвом її продуктів займалася компанія Fantom Technologies, проте з 2001 року Dyson самостійно вийшла на ринок Північної Америки.
Попри те, що дослідження ринку показало, що люди не будуть задоволені прозорим контейнером для пилу, Дайсон і його команда все одно вирішили зробити прозорий контейнер, і це виявилося популярною та довгостроковою функцією, яку активно копіювали. DC01 став найпопулярнішим за продажами пилососом у Великій Британії лише за 18 місяців продажів. До 2001 року DC01 займав 47 % ринку вертикальних пилососів.

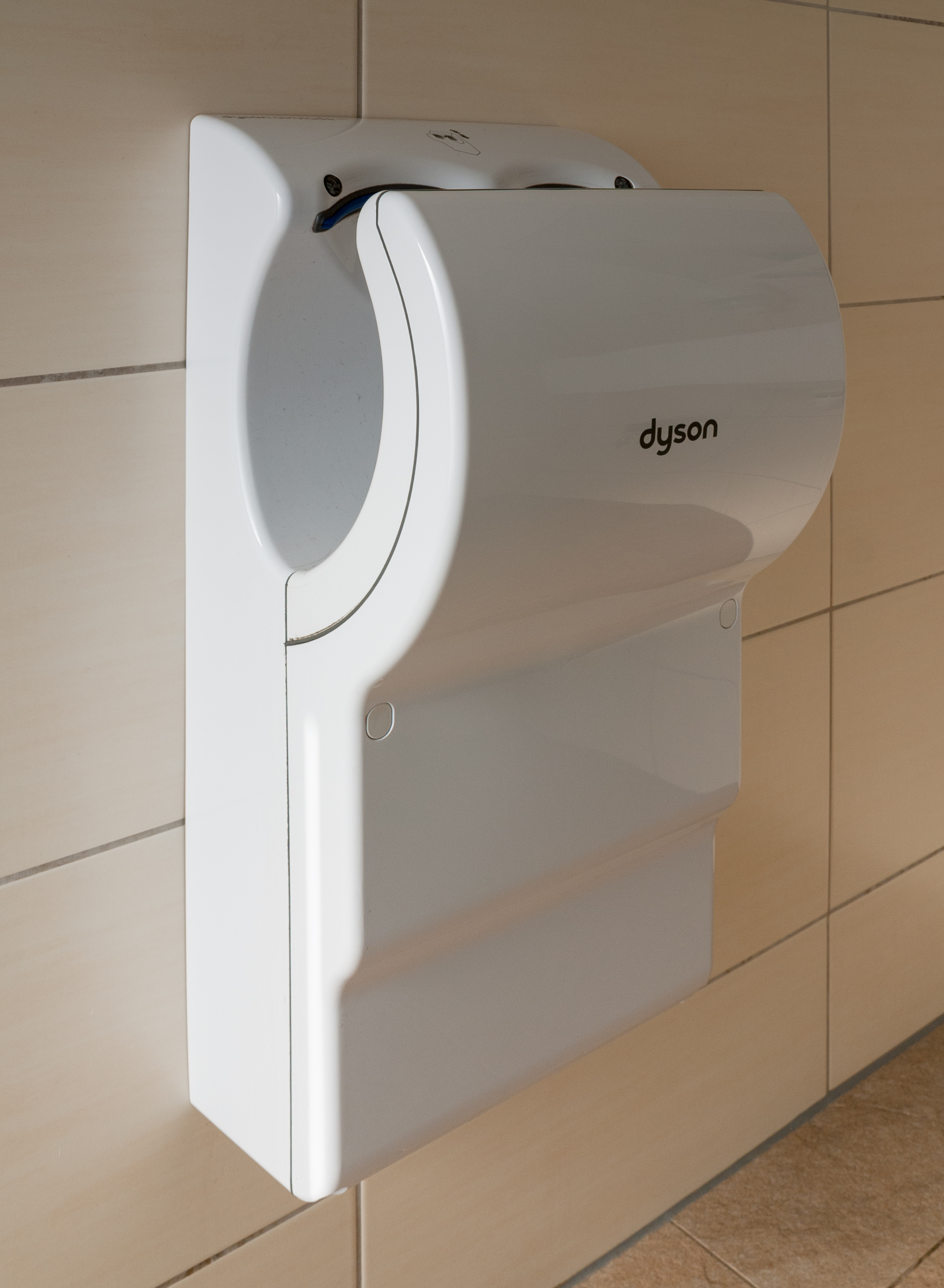
Mk. 2

Компанія представила циліндровий пилосос DC02 і випустила ряд спеціальних і перероблених моделей (DC02 Absolute, DC02 De Stijl, DC05, DC04, DC06, DC04 Zorbster). 2 січня 2001 року назву компанії було скорочено з Dyson Appliances Ltd. до Dyson Ltd. У квітні того ж року було випущено DC07, новий вертикальний пилосос, що використовує технологію «Root Cyclone» із сімома циклонними механізмами замість оригінальної подвійної циклонної конструкції. До 2009 року Dyson почав створювати інші пристрої: сушарку для рук Airblade, «безлопатевий» вентилятор Air Multiplier і «безлопатевий» тепловентилятор Dyson Hot. У жовтні 2019 року Dyson випустила вентилятор Pure Cryptomic, доступний у версії лише з вентилятором і у версії з обігрівачем та вентилятором. Пристрій здатний видаляти формальдегід з повітря; цей легкозаймистий безбарвний газ може подразнювати шкіру, очі, ніс і горло.

### Місця виробництва
Пилососи та пральні машини Dyson вироблялися в Мальмсбері, Вілтшир, Англія, до 2002 року, коли компанія перенесла виробництво пилососів до Малайзії. Виникли деякі суперечки щодо причини цього кроку, а також щодо планів розширення фабрики Dyson для збільшення виробництва. Профспілкові діячі графства Вілтшир стверджували, що цей крок негативно вплине на місцеву економіку через втрату робочих місць. Наступного року виробництво пральних машин також було перенесено до Малайзії. Цей крок був зумовлений нижчими виробничими витратами в Малайзії (на 30 % менші, ніж у Великій Британії); це призвело до втрати 65 робочих місць.
У 2004 році завод Meiban-Dyson Laundry Manufacturing Plant був відкритий в Джохорі, Малайзія. Завод вартістю 10 мільйонів малайзійських рингітів (приблизно 2,63 мільйона доларів США) є спільним підприємством Dyson і сінгапурської компанії Meiban Group Ltd., яка має виробничі потужності в Китаї, Малайзії та Сінгапурі. У Dyson заявили, що економія коштів від перенесення виробництва до Малайзії дозволила інвестувати в дослідження та розробки в головному офісі в Мальмсбері.
У 2007 році Dyson встановила партнерські відносини з малайзійським виробником електроніки VS Industry Bhd (VSI), щоб покласти на неї важливу роль у ланцюжку постачання Dyson, від постачання сировини та виробництва до продажів. VSI також взяла на себе масштабний план виробництва, щоб постачати готову продукцію на ринки Dyson по всьому світу (Америка, Велика Британія, Японія тощо).
Є інформація, що у Dyson працює близько 7000 співробітників. Dyson публічно не повідомляє, де знаходяться ці співробітники, хоча відомо, що VS Industry Bhd (VSI) наразі має близько 4250 співробітників на своєму малайзійському підприємстві, яке виробляє продукцію Dyson, а у 2007 році повідомлялося, що тільки Dyson відповідає за 80 % доходу VS Industry Bhd.
У лютому 2022 року канал Channel 4 News повідомив про звинувачення малайзійського виробника продукції Dyson у використанні «примусової праці». Незабаром після цього Dyson оголосила про розірвання контракту з виробником, відомим як ATA IMS, додавши, що «Ми сподіваємося, що це дасть ATA поштовх для вдосконалення та уможливить впорядковане звільнення в інтересах працівників, яких вони наймають».

### Завод у Сінгапурі
У 2013 році Dyson відкрила завод в Туасі, Сінгапур, вартістю 360 мільйонів доларів, який може виробляти чотири мільйони цифрових двигунів на рік. У 2016 році Dyson вклав 100 мільйонів доларів, щоб збільшити обсяги випуску приблизно до 11 мільйонів цифрових двигунів на рік.

### Відкриття штаб-квартири у Чикаго, США
У січні 2017 року Dyson оголосила, що до кінця року її штаб-квартира в США та операційні офіси перемістяться до району Фултон-Маркет у Чикаго. Цей крок збільшив штат співробітників компанії в Чикаго на 100 осіб. Окрім того, Dyson орендувала офісні приміщення площею понад 40 000 квадратних футів.

### Розширення у Великій Британії
У лютому 2017 року Dyson оголосила про значну програму розширення у Великій Британії, відкривши новий високотехнологічний кампус на колишньому аеродромі Королівських повітряних сил Великої Британії у Галлавінгтоні, графство Вілтшир, приблизно за 8 км на південь від заводу в Мальмсбері. Було припущено, що дослідження в кампусі будуть зосереджені на технологіях акумуляторів і робототехніці після придбання американського стартапу Sakti3.

### Перенесення штаб-квартири до Сінгапуру

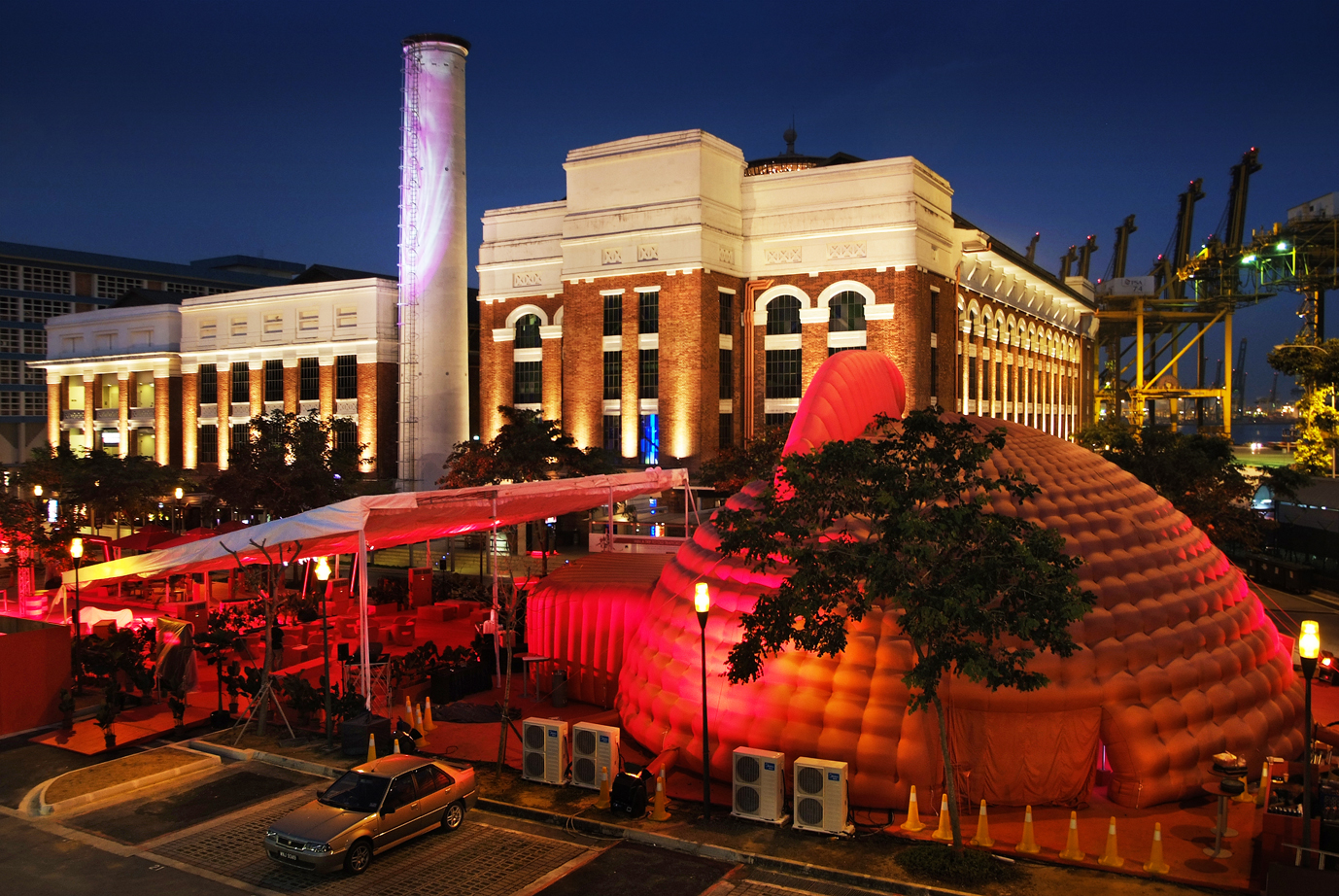
, Сінгапур (2009)

22 січня 2019 року Dyson оголосила про плани перенести свою штаб-квартиру до Сінгапуру, посилаючись на свій намір бути ближчою до своїх ринків, що швидко розвиваються в азійсько-тихоокеанському регіоні, а також заявляючи про своє незадоволення відносинами з Європейським Союзом, який сприймається компанією як надмірно бюрократизований.
Її штаб-квартира розташована в електростанції Сент-Джеймс, колишній вугільній електростанції, яку вона орендувала. З 2019 по 2021 роки в будівлі проводилися реставраційні роботи. Компанія офіційно почала переїзд до своєї штаб-квартири наприкінці 2021 року; відновлення електростанції Сент-Джеймс згодом було офіційно завершено 4 березня 2022 року. У 2022 році Dyson оголосила, що інвестує в Сінгапур ще 1,5 мільярда сінгапурських доларів.

## Продукція

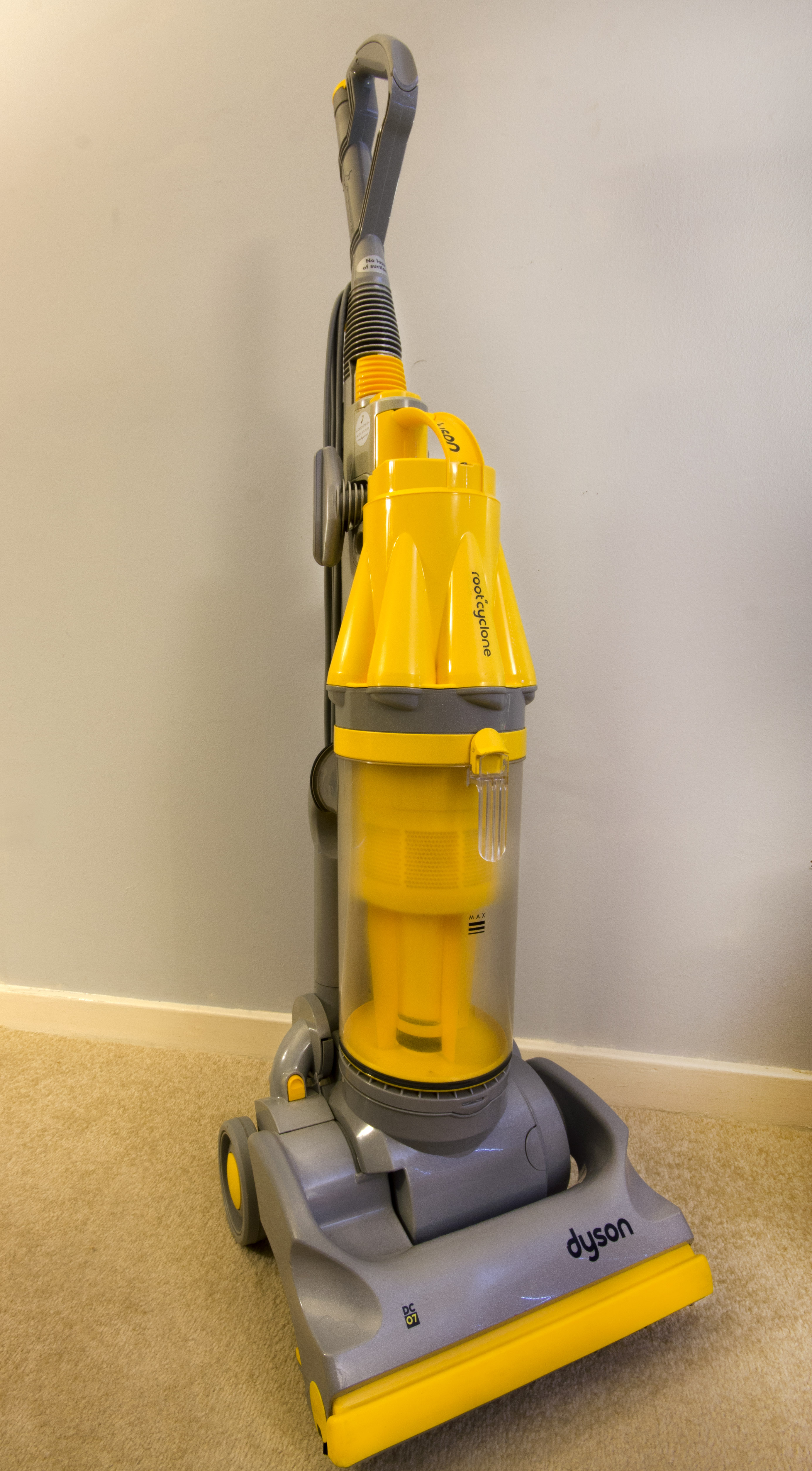
Пилосос Dyson DC07

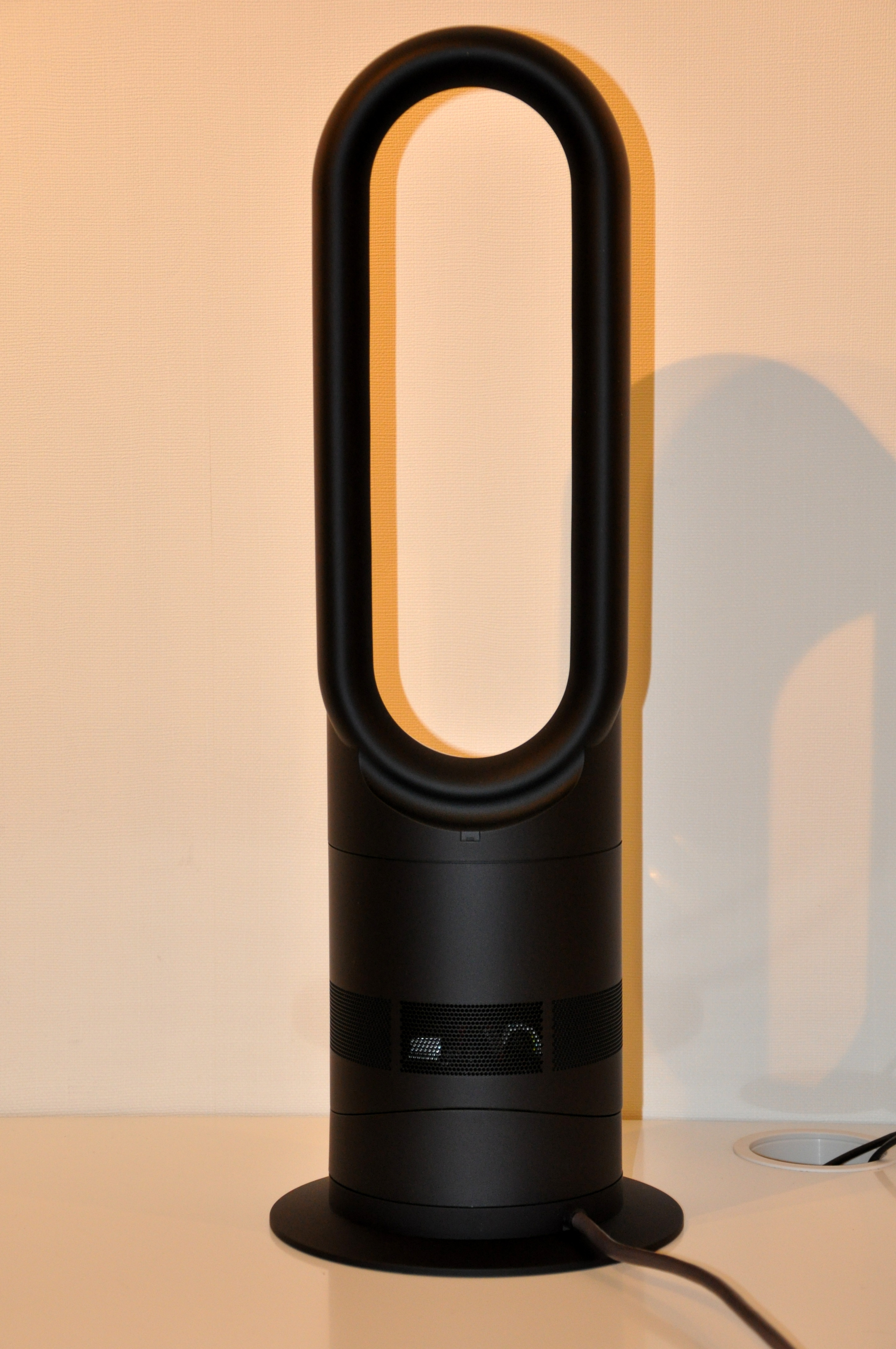
Вентилятор і обігрівач Dyson AM05

Dyson розробляє, виробляє та продає побутові прилади, такі як пилососи, повітряочисники, сушарки для рук, безлопатеві вентилятори, обігрівачі, фени та освітлення.

### Дослідницькі проєкти

#### Роботи-пилососи
У 2014 році Dyson інвестувала у спільну лабораторію робототехніки з Імперським коледжем Лондона для дослідження систем бачення та розробки покоління побутових роботів. У 2001 році компанія була близька до випуску робота-пилососа DC06, але Джеймс Дайсон зняв його з виробничої лінії, оскільки він був занадто важким і повільним. У 2016 році Dyson випустила робот-пилосос 360 Eye, а у 2021 році — 360 Heurist.

#### Співпраця з університетами
У листопаді 2011 року Dyson профінансувала посаду професора на факультеті інженерії Кембриджського університету, на додаток до фінансування постдокторських досліджень. Професор механіки рідин Dyson зосереджується на викладанні та дослідженні науки та техніки, що стоять за рухом повітря. Крім того, у травні 2012 року Dyson інвестувала сотні тисяч фунтів стерлінгів у дослідницьке відділення Dyson в Ньюкаслському університеті, щоб дослідити наступне покоління цифрових двигунів і моторних приводів Dyson.

#### Твердотілі акумулятори
У березні 2015 року Dyson інвестувала у свій перший зовнішній бізнес, заплативши 15 мільйонів доларів за нерозголошену частку в американському акумуляторному стартапі Sakti3, який розробляє твердотілі акумулятори. У жовтні 2015 року Dyson придбала решту акцій Sakti3 за 90 мільйонів доларів. Дослідники Dyson працювали над технологією акумуляторів з 2010 року. У 2017 році Dyson відмовився від ліцензування патентів Мічиганського університету, поставивши під сумнів технологію Sakti3.

#### Електромобілі
У вересні 2017 року засновник компанії Джеймс Дайсон електронною поштою повідомив співробітників, що компанія має 400 людей, які вже протягом двох років працюють над акумуляторним електромобілем і що сподівається випустити його до 2021 року. Додаткова інформація про плани компанії з'явилася в лютому 2018 року з новинами про три електромобілі, які розробляються в рамках проєкту вартістю приблизно 3 мільярди доларів. У жовтні 2019 року компанія Dyson заявила, що її інженери розробили «фантастичний електромобіль», але далі його не будуть розвивати, оскільки він не є «комерційно життєздатним», а також через відсутність потенційних покупців для цього проєкту. Над проєктом працювало понад 500 осіб, більшість із яких у Великій Британії. «Це не провал продукту чи провал команди, для якої цю новину буде важко почути та переварити», — написав Дайсон своїм працівникам.

#### Апарати штучної вентиляції легень
У березні 2020 року, під час пандемії COVID-19, Dyson оголосила, що вона буде підтримувати лікарні Великої Британії, виробляючи апарати штучної вентиляції легень. 25 березня було оголошено, що британський уряд замовив у компанії 10 000 апаратів штучної вентиляції легень, за умови, що їх конструкція пройшла суворі медичні випробування. Інженери виготовили пристрій під назвою CoVent, але 24 квітня компанія заявила, що апарат штучної вентиляції легень «більше не потрібен».

## Премія Джеймса Дайсона та Фонд Джеймса Дайсона
Премія Джеймса Дайсона — це міжнародна студентська нагорода за розробки, яка присуджується у 18 країнах. Вона присуджується Фондом Джеймса Дайсона, благодійним фондом, який заснував Джеймса Дайсона, і присуджується студентам та їхнім університетам.
Понад 727 шкіл у Великій Британії та Північній Ірландії використали навчальні «Скриньки ідей» Дайсона, надіслані вчителям та учням, щоб зібрати більше інформації про процес розробок. Фонд Джеймса Дайсона також надає стипендії інженерам-початківцям.

## Дайсонівський інженерно-технологічний інститут
У листопаді 2016 року Джеймс Дайсон оголосив про плани відкрити коледж вищої освіти, щоб усунути прогалину інженерних навичок у Великій Британії. У вересні 2017 року він повідомив про першу когорту студентів, які, завдяки співпраці з Університетом Ворика, здобудуть ступінь бакалавра в галузі інженерії, а також залучатимуться як інженери Dyson три дні на тиждень. Друга група студентів, набрана у вересні 2018 року, складалася з 40 % жінок, порівняно з середнім показником по країні 15,1 % для інженерних предметів.

## Судові позови

### Amway та Hoover
У 1985 році Дайсон подав до суду на компанію Amway за порушення авторських прав на прототип двоциклонного пилососа Dyson. Дайсон стверджував, що надіслав прототипи пристроїв, креслення та конфіденційну інформацію до Amway як частину контракту у квітні 1984 року. У січні 1985 року Amway випустила CMS-1000, пилосос, який був дуже схожий на розробку Дайсона. Менш ніж через місяць Дайсон подав до суду на Amway. Дайсон і Amway врегулювали спори у 1991 році, ставши спільними ліцензіатами.
У 1999 році американська компанія Hoover була визнана винною в порушенні патентних прав на продукцію Dyson.

### Excel Dryer
5 грудня 2012 року виробник сушарок для рук Excel Dryer подав позов проти Dyson, стверджуючи, що реклама Dyson, яка порівнює Dyson Airblade з Excel Dryer Xlerator, була оманливою. У рекламі Dyson стверджувалося, що Xlerator виробляє вдвічі більше вуглекислого газу, шкодить навколишньому середовищу та коштує дорожче, ніж Airblade. У Excel Dryer стверджували, що Dyson фальсифікувала свої порівняння, надавши до Лабораторії систем матеріалів Массачусетського технологічного інституту дані про 20-секундний час висихання рук із сушаркою Xlerator, а не встановлений Excel Dryer 12-секундний час висихання, таким чином завищуючи цифри споживання енергії на користь Airblade.

### LG
У жовтні 2015 року корпорація LG подала до суду на Dyson в Австралії через рекламу, яка стверджувала, що пилосос Dyson V6 має «удвічі більшу потужність всмоктування, ніж усі бездротові пилососи». LG заявила, що їхній пилосос Cord Zero Cyking забезпечує 200 Вт максимальної потужності всмоктування, що вдвічі перевищує потужність Dyson V6. LG відмовилася від позовів після того, як Dyson заявила, що погоджується із претензіями LG Electronics. Компанія Dyson заявила, що до грудня 2015 року видалить дві рекламні заяви — «Найпотужніші бездротові пилососи» та «Вдвічі більша потужність всмоктування, ніж будь-які бездротові пилососи» — з усіх торгових точок електроніки в Австралії.
У листопаді 2017 року компанія Dyson подала позов проти LG у Південній Кореї за неправдиву рекламу бездротового пилососа LG Cord Zero A9. Dyson стверджувала, що реклама перебільшувала продуктивність пилососа такими заявами, як «швидкість обертання двигуна … в 16 разів швидша, ніж у реактивного двигуна», і могла бути витлумачена як введення в оману користувачів. Суд відхилив позов у квітні 2018 року, заявивши, що реклама LG ґрунтувалася на результатах тестування, отриманих за допомогою об'єктивних засобів у надійних установах, і що не було виявлено доказів того, що LG навмисно робила неправдиві або перебільшені заяви.

### Qualtex
У 2006 році Dyson подала до суду на виробника деталей Qualtex за порушення авторських прав і прав на незареєстрований дизайн, за створення та продаж навмисних імітацій оригінальних деталей пилососа Dyson. Компанія Dyson намагалася запобігти продажу запасних частин виробництва Qualtex для пилососів Dyson. Деталі Qualtex, про які йде мова, мали бути дуже схожі на запчастини Dyson, не в останню чергу тому, що вони були помітні під час звичайного використання пилососів. Виявилося, що китайський виробник, який виготовляв певні запчастини для Qualtex, скопіював візуальний дизайн деяких запчастин Dyson. Після перемоги в суді 100 000 фунтів стерлінгів було передано Королівському коледжу мистецтв, щоб допомогти молодим дизайнерам захистити їхні проєкти.

### Samsung
У серпні 2013 року Dyson подала до суду на Samsung Electronics через претензії щодо порушення прав на технологію управління компанії. Продукт, який став предметом позову, «Motion Sync» від Samsung, нібито порушував дизайн механізму управління циліндричних пилососів, що був запатентований Dyson у 2009 році. Патент описує спосіб, який дозволяє пилососу швидко обертатися на місці та рухатися шляхом користувача, а не просто тягнутися за користувачем, щоб запобігти зачепленню пилососа за кути. Але через три місяці після подання позову Dyson добровільно відмовився від судових претензій, оскільки Samsung використала застарілу технологію, яка, на її думку, належала Samsung. Samsung подала зустрічний позов на 6 мільйонів фунтів стерлінгів компенсації за шкоду корпоративному іміджу Samsung.

### Vax
У 2010 році Dyson ініціювала судовий процес проти конкурента-виробника Vax, стверджуючи, що дизайн його пилососа Mach Zen є порушенням зареєстрованого дизайну першого «безмішкового» циліндричного пилососа Dyson DC02, який датується 1994 роком. Dyson також стверджувала, що китайський конкурент «явно скопіював» культовий дизайн Dyson. Однак суд підтримав попереднє рішення, яке відхилило претензії Dyson, оскільки два дизайни не справляли «однакового загального враження» на поінформованого користувача. Суди постановили, що два пилососи були «різного дизайну», пилосос Dyson був «гладким, вигнутим і елегантним», а очисник Vax був «міцним, незграбним і промисловим».

## Суперечки

### Критика щодо іноземних студентів
У березні 2011 року Джеймс Дайсон в інтерв'ю The Sunday Times сказав, що британські університети дозволяють громадянам Китаю вивчати інженерні науки та шпигувати за відділами, де вони працюють, дозволяючи їм вивозити технології назад до Китаю після завершення навчання. В інтерв'ю він сказав, що «Британія дуже пишається кількістю іноземних студентів, яких ми навчаємо в наших університетах, але насправді все, що ми робимо, це навчання наших конкурентів. […] Я бачив жахливі приклади. Помилки навіть залишаються в комп'ютерах, щоб інформація продовжувала передаватись після повернення дослідників додому». Девід Віллетс, урядовий міністр, відповідальний за британські університети, заявив, що він ретельно перевіряє заяву Джеймса Дайсона. Він також критикував китайську владу за те, що вона не вжила заходів щодо порушень патентів.

### Лобіювання авторського права в Китаї
У грудні 2011 року газета Індепендент повідомила, що Бюро журналістських розслідувань опублікувало відео, на якому керівник Bell Pottinger Тім Коллінс сказав, що Девід Камерон порушив питання щодо авторських прав перед китайським прем'єр-міністром Вень Цзябао від імені Dyson Limited, «тому що ми попросили його про це».

### Промислове шпигунство в галузі моторних технологій
У 2012 році Йонг Панг, інженер-фахівець з електродвигунів, був звинувачений у крадіжці цифрової технології двигуна Dyson, яка була частиною майбутніх проєктів розробки продукту. Двигуни, які розроблялися протягом 15 років, включали мікрочипову «цифрову імпульсну технологію» для обертання зі швидкістю 104 000 оберти на хвилину, щоб прокачувати через прилад великі об'єми повітря, і не були ліцензовані жодною іншою компанією. Йонг Панг і його дружина Ялі Лі нібито створили підставну компанію «ACE Electrical Machine Design» для отримання платежів у розмірі 11 650 фунтів стерлінгів від Bosch, поки Панг працював на Dyson. У Dyson стверджували, що комерційні таємниці були передані китайському виробнику двигунів Bosch.

### Звинувачення Siemens і Bosch щодо енергетичних вимог
У 2015 році Dyson звинуватила пилососи Siemens і Bosch у використанні датчика, який посилав двигуну сигнали, щоб збільшити його потужність, у той час, як пилосос всмоктував залишки пилу, завдяки чому вони виглядали ефективнішими під час тестів ефективності Європейського Союзу. Оскільки випробування проводяться в лабораторіях без пилу, Дайсон стверджував, що це дає несправедливі показники, оскільки в реальних домашніх умовах ці пилососи споживають набагато більше енергії. У Dyson заявили, що обидва бренди «використали лазівки», виявлені в нормах ЄС, щоб отримати маркування енергоспоживання AAAA, коли фактичне використання в домашніх умовах продемонструвало енергоспоживання на рівні «E» або «F». Dyson подала позови проти Bosch у Нідерландах і Франції та проти Siemens у Німеччині та Бельгії.
Однак компанія BSH Hausgeräte, яка виробляє побутову техніку під брендами Bosch і Siemens, пояснила, що багато з її пилососів містять «інтелектуальну сенсорну технологію», щоб уникнути втрати всмоктування, яка автоматично управляє двигуном пилососа. Після тижнів судових розглядів Dyson програла судовий спір проти Bosch; суди в Нідерландах визнали звинувачення Dyson безпідставними.

### Позов Dyson проти Єврокомісії
До 2017 року правила Європейського Союзу вимагали перевіряти ефективність пилососів, коли вони порожні, що надавало перевагу пилососам з мішками. Dyson подала до суду на Європейську комісію, в результаті чого було винесено рішення, яке вимагало проведення тестування за нормальних умов використання.